# Matteo Nigetti
Matteo Nigetti (Florence, 1570 - Florence, 1649) est un architecte et un sculpteur italien de l'école florentine.

## Biographie

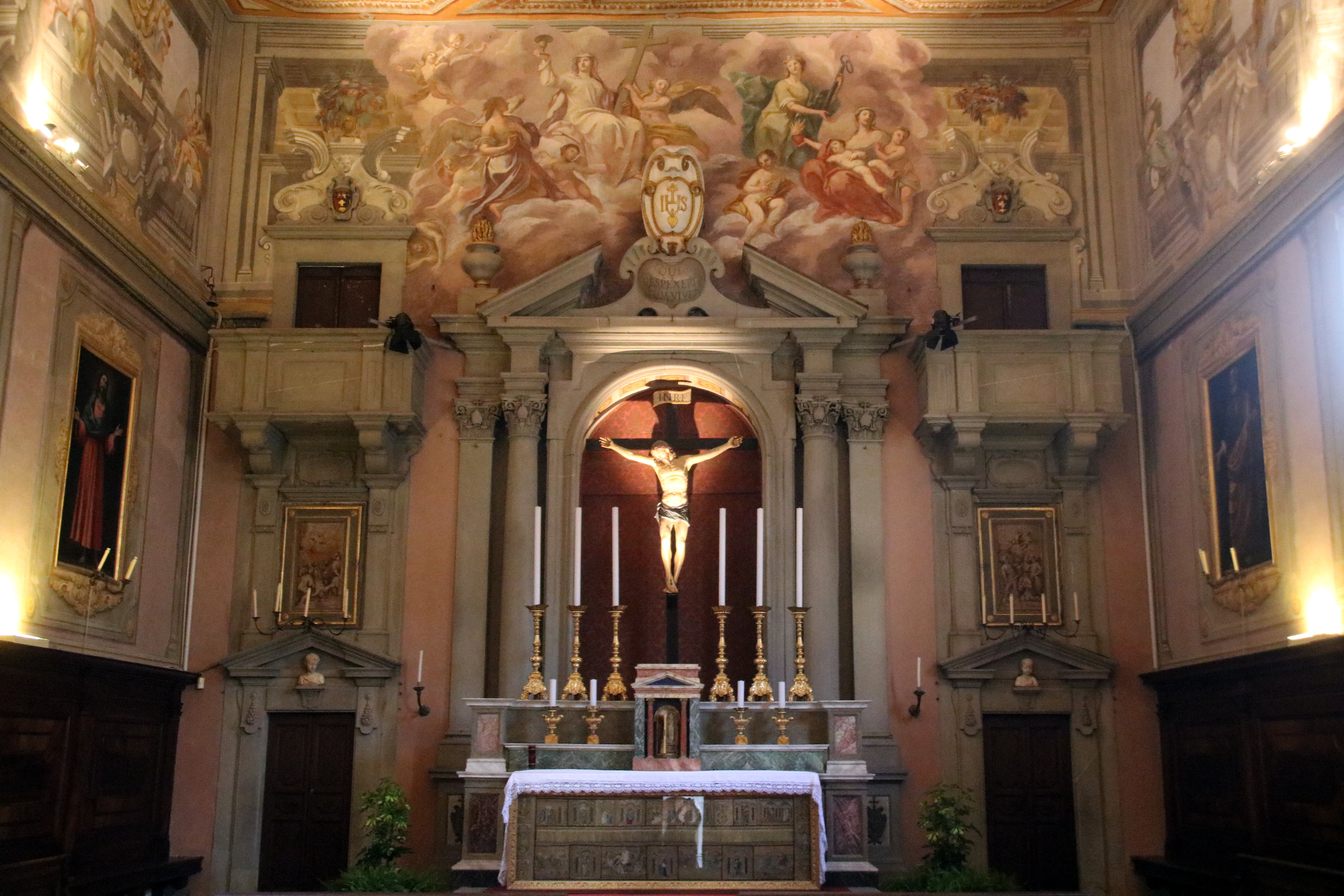
L'oratoire des Vanchetoni à Florence.

Élève et assistant de Bernardo Buontalenti, Matteo Nigetti travaille au Palazzo Nonfinito de Florence (1593) qu'ils laissent non-fini ou incomplet (d'où son nom)
Ayant quitté l'atelier du maître, il reste dans le milieu des architectes de la cour grand-ducale en réalisant ce qui est souligné comme son chef-d'œuvre : la Cappella dei Principi (chapelle des Princes) à l'église San Lorenzo, la chapelle funéraire des Médicis.
Comandité par le Grand-duc Ferdinand ler de Médicis et sous la conduite du frère du Grand-duc Don Giovanni de Médicis et de Alessandro Pieroni, il passe plus de quarante ans de sa vie à compléter cette œuvre grandiose, de 1604 jusqu'à sa mort en 1648.
Il fut le superviseur et le coordonnateur général, le maître-œuvre des sculpteurs, des peintres, des maîtres-maçons et des mosaïscistes qui réalisèrent la magnifique marqueterie de pierres dures qui couvre son pavage intérieur.
On doit à son initiative l'élévation de la structure, l'ajout d'un tambour et de la coupole, les décorations géométriques en rectangles verticaux et polychromes qui rappelle la chapelle Soccorso de Buontalenti à l'église San Spirito ainsi que les fenêtres à corniches.
En cette fin du maniérisme, il est considéré comme un des plus importants architectes baroques à Florence, style qui arrive plus tardivement, et plus sobrement, dans cette ville de la Renaissance qu'ailleurs dans le reste de l'Italie.
Une autre œuvre très prestigieuse a été la construction de la chiesa dei Santi Michele e Gaetano, toujours à Florence. Sa façade de l'église d'Ognissanti (reconstituée en travertin au XIXe siècle), le portique de la Chiesa della Madonna della Tosse, l'oratoire des Vanchetoni, l'oratoire Santi Jacopo e Filippo, le campanile et le portique de l'église du couvent San Domenico (Fiesole), etc.
Son frère Giovanni a été architecte de coupole et a collaboré avec lui.